# مدرسة الفرير (يافا)

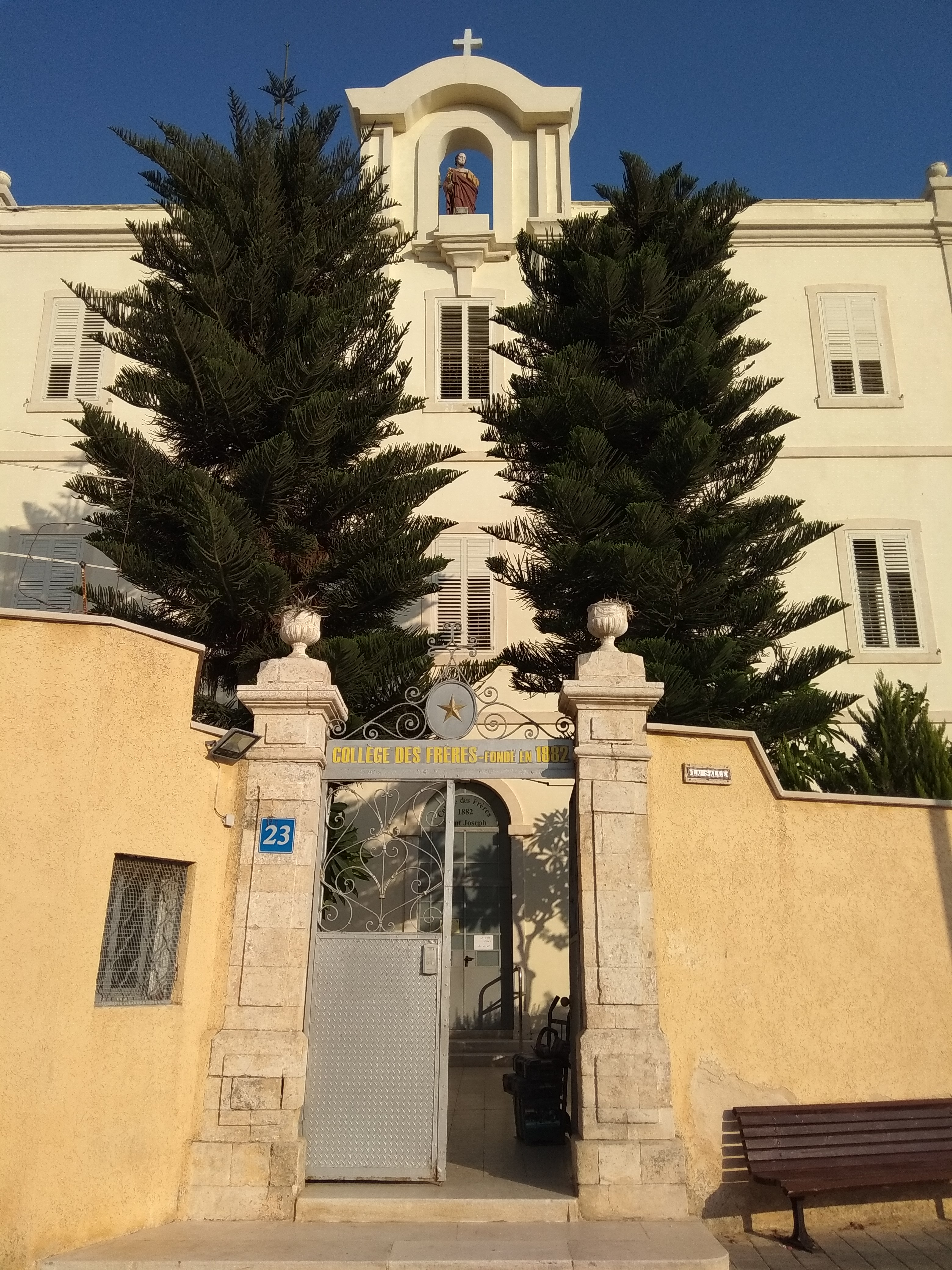
مدخل مدرسة الفرير في يافا.

مدرسة الفرير في يافا (بالفرنسيَّة: Collège des Frères de Jaffa) هي مدرسة كاثوليكية ودولية في منطقة يافا في تل أبيب، تدار من قبل رهبان رهبانية إخوة المدارس المسيحية أو كما يعرفون برهبان الفرير، بنيت في عهد متصرفية القدس في الدولة العثمانية وافتتحت عام 1882.
تستضيف المدرسة واحدة من ستة برامج ثانوية دولية فرنسية في إسرائيل، وهي تضم صفوف من الحضانات حتى الثانوية، مع المستويات الرابعة إلى النهائية في إطار وكالة التعليم الفرنسي في الخارج.

## خريجون بارزون
- عادل جبر
- ألفرد روك
- عيسى العيسى
- عارف العزوني
- محمود سيف الدين الإيراني
- إيلي بارنافي [الإنجليزية]، مؤرخ ودبلوماسي
- اسكندر قبطي، مخرج سينمائي
- غسان كنفاني، كاتب
- أيمن سكسك [الإنجليزية]، كاتب وناقد أدبي